# PGC 53735
LEDA/PGC 53735 ist eine Spiralgalaxie vom Hubble-Typ Sb im Sternbild Bärenhüter am Nordsternhimmel. Sie ist schätzungsweise 492 Millionen Lichtjahre von der Milchstraße entfernt. Gemeinsam mit IC 1086 bildet sie ein optisches Galaxienpaar.
Im selben Himmelsareal befindet sich u. a. die Galaxie IC 1085.